# St. Petri (Eimersleben)

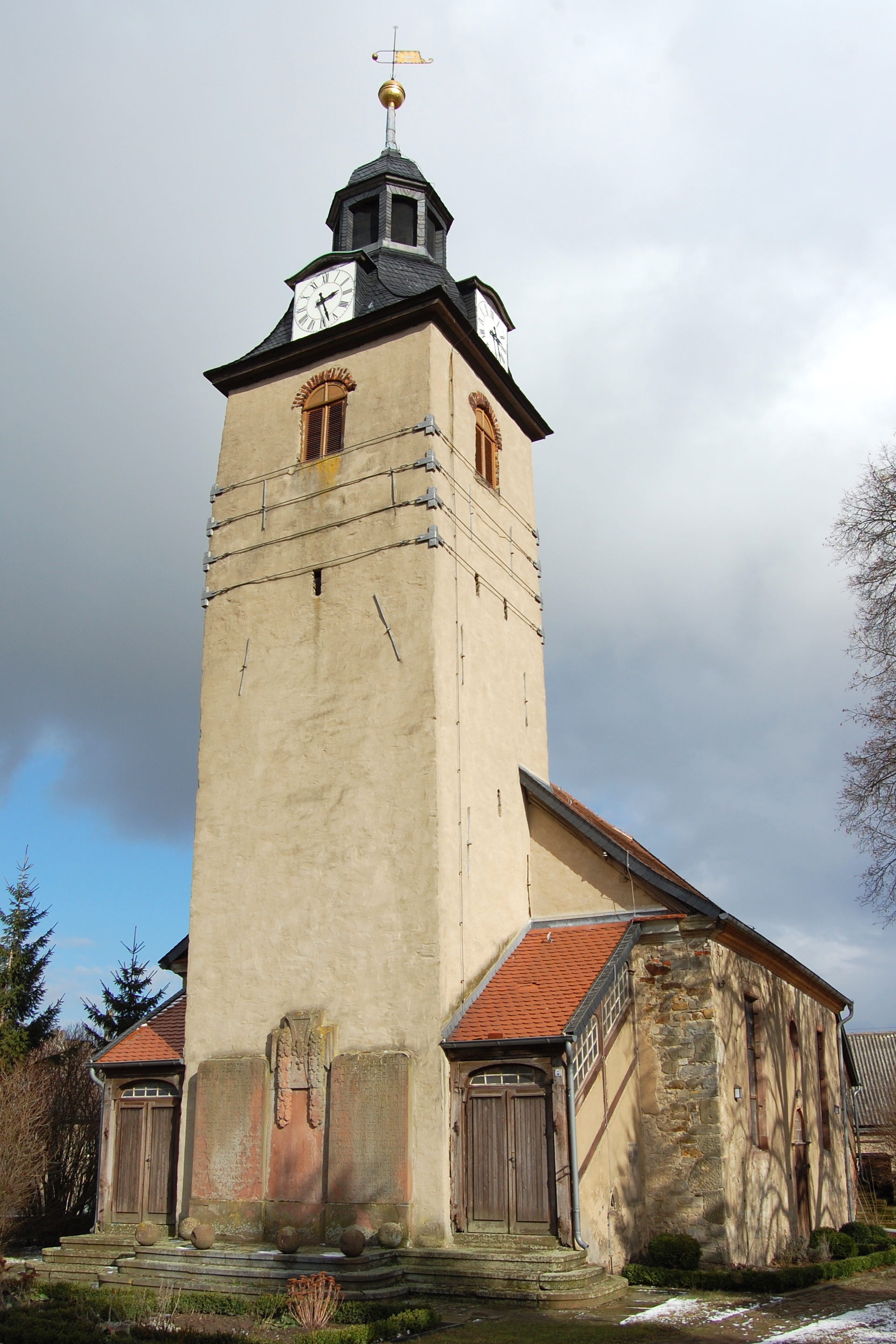
St. Petri Eimersleben

Die Kirche St. Petri ist die evangelische Kirche des zur Gemeinde Ingersleben gehörenden Dorfs Eimersleben in Sachsen-Anhalt.

## Architektur und Geschichte
Die Kirche geht bis auf die Zeit der Romanik zurück. Der auf quadratischem Grundriss errichtete Kirchturm stammt bereits aus dem 12. Jahrhundert. Ursprünglich diente er jedoch als Wartturm. In der Zeit zwischen 1715 und 1739 wurde er erhöht. In dieser Zeit erhielt er auch seine Schweifhaube mit Laterne und die Uhrengauben. Das heutige Kirchenschiff entstand in den Jahren 1712 bis 1715 im Stil des Barock durch Matthias List und Nikolaus Völker als verputzte, symmetrisch gegliederte Pfeilerhalle. Nach Inschriften am südlichen Zugang und an der Rückseite der Altarwand erfolgte der Bau des Schiffs unter Friedrich Wilhelm von Alvensleben und seiner Ehefrau Friederike Elisabeth von Bismarck. Über dem nördlichen Eingang befindet sich ein Allianzwappen von 1673 der Familien von Alvensleben und von Bülow. Möglicherweise stammt das Wappen aus dem 1692 abgebrannten Schloss Eimersleben.
Östlich des Kirchenschiffs befindet sich ein eingezogener, auf rechteckigem Grundriss errichteter Chor, der auf die Spätgotik Anfang des 15. Jahrhunderts zurückgeht.

## Innengestaltung
Während die Seitenschiffe von einer flachen Decke überspannt werden, ist das Mittelschiff von einem dreiseitig gebrochenen auf Pfeilern ruhenden Gewölbe bedeckt.
In der Kirche befindet sich eine 1874 von Carl Böttcher aus Magdeburg im Rundbogenstil geschaffene Orgel. Etwa 1880 entstand der aus geflecktem Marmor im Still des Spätklassizismus gefertigte Taufstein.